# Atelopus epikeisthos
Atelopus epikeisthos es una especie de anfibio anuro de la familia Bufonidae.

## Distribución geográfica
Esta especie es endémica de la región de Amazonas en el norte del Perú. Habita a 2010 m de altitud en la Cordillera Central.

## Publicación original
- Lötters, Schulte & Duellman, 2005 "2004" : A new and critically endangered species of Atelopus from the Andes of northern Peru (Anura: Bufonidae). Revista española de herpetología, vol. 18, p. 101–109[6]